# 국장 (문장)
국장(國章)이란 나라를 대표하는 상징표를 뜻한다. 나라문장, 국가문장(國家紋章) 등으로도 불린다.

## 같이 보기
- 국장 목록
- 국기
- 국가
- 문장